# Aristolochia pubera
Aristolochia pubera là một loài thực vật có hoa trong họ Aristolochiaceae. Loài này được R.Br. mô tả khoa học đầu tiên năm 1810.